# 若い翼は
「若い翼は」（わかいつばさは）は合唱曲。主に中学校の合唱コンクールで歌われる機会が多い。作詞はきくよしひろ、作曲は数々の合唱曲を手掛けている、平吉毅州である。
テレビドラマ『3年B組金八先生』の合唱コンクールで歌われた曲でもある。
教育芸術社の販売している楽譜集の中には「若い翼は」というタイトルの合唱曲集がある。明るい感じのイ長調であるが中間部、心の葛藤を表すやや激しい曲の高調がある。パートは男女混声。
レコード版とピアノ曲版とでは前奏が全く異なる。